# Battaglia di Two Sisters
La battaglia delle Two Sisters fu un combattimento della guerra delle Falkland avvenuto nella notte tra l'11 e il 12 giugno 1982, tra le forze inglesi ed argentine durante l'avanzata verso la capitale delle isole, Stanley, occupata dagli argentini e centro della resistenza, dove era concentrata la maggior parte della guarnigione.

## Antefatti

Posizioni argentine nella notte tra 11 e 12 giugno, ad ovest di Stanley

Le Two Sisters era una coppia delle sette colline strategiche nel raggio di cinque miglia (otto chilometri) da Stanley che dovevano essere conquistate per avvicinarsi al capoluogo. In particolare, Monte Harriet, le Two Sisters e Monte Longdon dominavano la direttrice di attacco verso Stanley e dovevano essere conquistate e ripulite.
La forza britannica consisteva del 45 Commando, Royal Marines, e fuoco di supporto navale fornito dalla  HMS Glamorgan con i suoi due cannoni da 114 mm. La forza argentina consisteva di 350 uomini del 4° regimiento infanteria. Tra le Two Sisters e Monte Longdon era posta come riserva la compagnia B del 6º reggimento fanteria argentino comandata dal Major Óscar Jaimet.
In precedenza, la notte del 10 vi erano stati scontri con largo uso di mitragliatrici, mortai e lanciarazzi anticarro, tra pattuglie avanzanti dei Royal Marines e forze speciali argentine poste in posizione avanzata in particolare reparti della Compañía de Comandos 602, creata il 21 maggio 1982 per la guerra delle Falkland ed affiancata alla esistente Compañía de Comandos 601.

## Lo scontro
L'attacco venne iniziato dalla compagnia X del 45 Commando, ma l'intenso fuoco argentino convinse alle 11:30 dell'11 il colonnello Andrew Whitehead a gettare nella mischia anche le altre due compagnie di fanteria, la Y e la Z, che alle 12:30 riuscirono a sfondare le difese argentine costringendo i fanti del 4º reggimento alla ritirata. La mattina dopo Whitehead si meravigliò delle forti posizioni che gli argentini avevano abbandonato affermando "con cinquanta Royals," (soldati della Home Guards del regginento Blues and Royals) "avrei potuto morire di vecchiaia difendendo questo posto." Dello stesso parere non furono i marines che effettuarono l'assalto, visto l'intensissimo fuoco di mitragliatrici, mortai e fucileria che dovettero affrontare, e la determinazione dei difensori, nonostante questi non fossero adeguatamente informati della situazione tattica dal loro comando e adeguatamente nutriti e riforniti. Due comandanti di plotone britannici vennero feriti gravemente. Dall'altra parte il comandante del plotone mortai, tenente Martella, che aveva consumato quasi tutte le munizioni durante la precedente battaglia di Mount Harriet, venne ucciso. L'elevato consumo di munizioni costrinse gli inglesi all'uso delle baionette, ed un comandante di plotone della compagnia Z, tenente Clive Dytor, trascinò i suoi all'attacco con il loro grido di guerra ricordando un episodio simile della prima guerra mondiale
Questa battaglia costò ai britannici anche 13 morti sul cacciatorpediniere Glamorgan che, mentre si allontanava dalla riva dopo una missione di cannoneggiamento notturno, venne colpito da una batteria di Exocet navali improvvisata a terra dai tecnici che erano già imbarcati sul cacciatorpediniere ARA Seguì, e la precaria installazione era stata denominata umoristicamente "ITB", sigla di Instalación de Tiro Berreta («berreta» significa in gergo «di scarsa qualità»); ciò nondimeno, centrò il bersaglio causando oltre ai 13 morti, la distruzione dell'hangar e dell'elicottero Wessex di bordo. Dopo la guerra, gli inglesi studiarono il dispositivo e ne ricavarono un "dispositivo di difesa costiera Excalibur".